# Isnapur
Isnapur es una ciudad censal situada en el distrito de Sangareddy en el estado de Telangana (India). Su población es de 8276 habitantes (2011). 

## Demografía
Según el censo de 2011 la población de Isnapur era de 8276 habitantes, de los cuales 4378 eran hombres y 3898 eran mujeres. Isnapur tiene una tasa media de alfabetización del 74,82%, superior a la media estatal del 67,02%: la alfabetización masculina es del 82,19%, y la alfabetización femenina del 66,55%.